# Draagvolgorde van de Oekraïense onderscheidingen

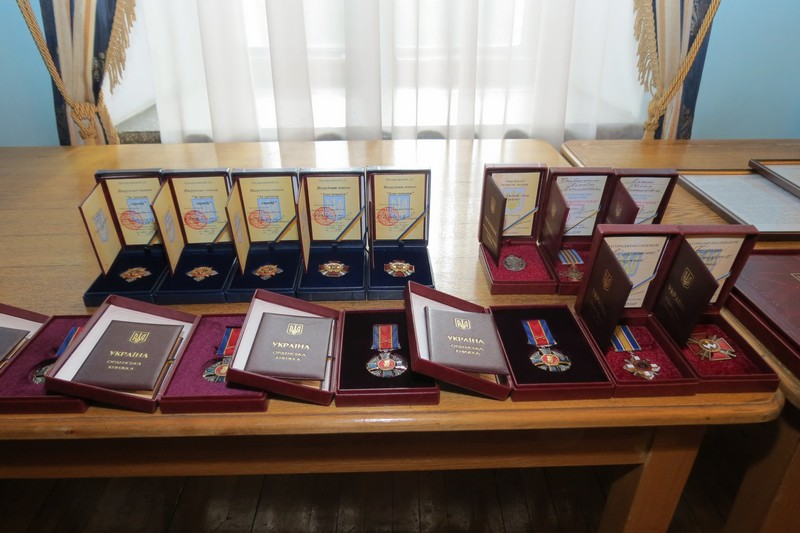
Uitreikversierselen van Oekraïense onderscheidingen

Bij de instelling van de onderscheidingen na de onafhankelijkheid heeft Oekraïne in de wet geen draagvolgorde van Oekraïense onderscheidingen vastgesteld.
De draagvolgorde van de orden, onderscheidingen en medailles van Oekraïne is voor burgers afhankelijk van de hiërarchie en de plaats waar de verschillende versierselen (ordeketen, grootlint, lint, uitreikversiersel, ster) gedragen worden en volgt de volgorde waarin de orden worden genoemd in de Wet op de Staatsonderscheidingen van Oekraïne.

## Regels voor het dragen van orden, medailles, ordelinten en batons en andere insignes op militaire uniformen
In 2017  zijn regels vastgesteld voor militairen van de Oekraïense strijdkrachten, de speciale staatstransportdienst en cadetten van militaire lycea.
Op het gelegenheidstenue wordt gedragen:
- de Orde van de Gouden Ster en de titel van Held van Oekraïne;
- orden en medailles van Oekraïne (staatsonderscheidingen);
- insignes van eretitels van Oekraïne;
- insignes van staatsprijzen van Oekraïne;
- presidentiële onderscheidingen van Oekraïne;
- departementale onderscheidingen van het ministerie van Defensie van Oekraïne;
- eretekens van de opperbevelhebber van de Oekraïense strijdkrachten.

Daarnaast is het toegestaan om onderscheidingen te dragen van andere overheidsorganisaties, staats- en departementale onderscheidingen van andere landen, onderscheidingen van de Verenigde Naties, onderscheidingen van de Europese Unie, onderscheidingen van de Noord-Atlantische Verdragsorganisatie en onderscheidingen als bedoeld in lid 7 van het derde deel van artikel 4 van de Oekraïense wet “betreffende de veroordeling van de totalitaire communistische en nationaalsocialistische (nazi)regimes in Oekraïne en het verbod op de propaganda van hun symbolen”.
Het dragen van andere insignes met het uiterlijk van orden en medailles op het uniform is verboden.

### Draagvolgorde op het uniform
De volledige draagvolgorde is als volgt:
- Aan de ordeketen, om de hals:
  - De Orde van Vorst Jaroslav de Wijze in Klasse I
- Over de rechterschouder:
  - het grootlint van de Orde van Vorst Jaroslav de Wijze in Klasse I met onderaan de ster
- Om de hals, aan een lint:
  - De Orde van de Vrijheid
  - De Orde van Vorst Jaroslav de Wijze in Klassen II en III
  - De Orde van Verdienste in Klasse I
  - De Orde van Bohdan Chmelnytsky in Klasse I
  - De Orde voor Dapperheid in Klasse I
- Op de linkerborst:
  - De Orde van de Gouden Ster en de Orde van de Natie (boven alle andere orden)
  - Het Kruis voor Militaire Verdienste
  - De Orde van Vorst Jaroslav de Wijze in Klassen IV en V
  - De Orde van Verdienste in Klassen II en III en de Ere-onderscheiding van de President van Oekraïne
  - De Orde van de Helden van de Hemelse Honderd
  - De Orde voor Dapperheid in Klassen II en III en de Onderscheiding van de President van Oekraïne, het kruis voor Dapperheid
  - De Orde van Vorstin Olha in Klassen I, II en III
  - De Orde van Daniel van Galicië
  - Het Ivan Mazepa-Kruis
  - De Orde voor Dapper Werk in de Mijnen in Klassen I, II en III

gevolgd door de overige draagtekens van presidentiële onderscheidingen die op de linkerborst worden gedragen.
Van de Orde van de Gouden Ster, de Orde van de Natie, de Orde van Vorst Jaroslav de Wijze en de Orde van Verdienste bestaan ook miniaturen die in plaats van het uitreikversiersel gedragen kunnen worden.
- Op de linkerborst onder de draagtekens:
  - De ster van de Orde van Vorst Jaroslav de Wijze in Klassen II en III
  - De ster van de Orde van Verdienste in Klasse I
  - De ster van de Orde voor Dapperheid in Klasse I en de Onderscheiding van de President van Oekraïne, de ster voor Dapperheid
- Op de rechterborst:
  - De Orde van Bohdan Chmelnytsky in Klassen II en III

gevolgd door de insignes horende bij de eretitels en staatsprijzen.
De departementale onderscheidingen van het ministerie van Defensie van Oekraïne worden na de Oekraïense staatsonderscheidingen en de presidentiële onderscheidingen of daaronder geplaatst.
De eretekens van de opperbevelhebber van de Oekraïense strijdkrachten worden geplaatst na of onder de Oekraïense staatsonderscheidingen, de presidentiële onderscheidingen en departementale onderscheidingen van het ministerie van Defensie van Oekraïne.
De overige eretekens (herdenkingsinsignes) die zijn toegestaan, en die naar believen gedragen mogen worden, worden op de linkerborst gedragen waneer zij de vorm van medailles hebben en op de rechterborst en in de vorm van een plaque.
Orden van Oekraïne

Held van Oekraïne (Gouden Ster · van de Natie)

Vrijheid ·
Vorst Jaroslav de Wijze ·
Verdienste ·
Bohdan Chmelnytsky ·
Helden van de Hemelse Honderd ·
Dapperheid ·
Vorstin Olha ·
Daniel van Galicië ·
Dapper Werk in de Mijnen

Oekraïense presidentiële en militaire onderscheidingen

Kruis voor Militaire Verdienste ·
Ivan Mazepa-Kruis ·
Geëerd Beoefenaar van de Kunsten ·
25 jaar onafhankelijkheid ·
Gouden Hart

Ereteken ·
Medaille voor steun aan de Oekraïense strijdkrachten

Zie ook orden, onderscheidingen en medailles van:

Oekraïne (draagvolgorde) · 
Oekraïense Volksrepubliek (Orde van het IJzeren Kruis) · 
 OekSSR (Rode Vlag van de Arbeid)